# یاسکووووو
یاسکووووو (به لاتین: Jaskółowo) یک روستا در لهستان است که در گمینا ناشلسک واقع شده‌است.